# Cehnice (tvrz)
Cehnice je tvrz ve stejnojmenné obci v okrese Strakonice. Od čtrnáctého do počátku sedmnáctého století sloužila jako panské sídlo a v pozdějších dobách ji využívala jen správa statku. Nepřístupný areál tvrze je chráněn jako kulturní památka.

## Historie
Cehnická tvrz existovala už roku 1342, kdy patřila Rudolfovi z Cehnice. Podle Karla Třísky po něm následoval syn Vilém připomínaný roku 1358 a v letech 1374–1393 Bohuslav z Cehnice. August Sedláček uvádí složitější posloupnost majitelů: První známý držitel Rudolf měl čtyři syny Oldřicha, Svojšeho, Jana a Bohuslava Sestřínka, kteří si mezi sebe rozdělili Cehnici a Paračov. Konce čtrnáctého století se dožili Jan s Bohuslavem, ale kromě nich díl vesnice vlastnil také jakýsi Mikuláš, který zemřel roku 1396. Všechny části vesnice zdědili Bohuslavovi synové Karel a Bušek uvádění od roku 1401. Bušek se stal děkanem vltavotýnské kapituly. Posledními potomky rodu, kterým vesnice s tvrzí patřily, byli bratři Karel mladší a Jan z Cehnice. Nejpozději roku 1475 od nich statek získal jejich strýc Zachariáš z Říčan se svým synem Mikulášem, kterým patřila Štěkeň.
Na žádost Heralta Kavky z Říčan povýšil král Ferdinand I. roku 1540 Cehnici na městečko. Když se Heraltovi synové dělili o dědictví, získal Cehnici s dvorem, tvrzí a dalšími deseti vesnicemi roku 1563 (1562) Jan Kavka z Říčan. Zemřel roku 1577 a za nezletilého syna Jana majetek spravovala vdova Kateřina. Jan dospěl z roku 1593 a roku 1602 se vyrovnal s nároky své matky. Dne 17. prosince 1602 od něj statek koupili poručníci Zdeňka Jana Říčanského z Říčan a opět jej připojili ke Štěkni. O osm let později Zdeněk Jan Říčanský Cehnici přenechal své matce a ta ji roku 1612 prodala Anně Malovcové z Újezda. Její manžel se zúčastnil stavovského povstání v letech 1618–1620 a po bitvě na Bílé hoře mu byl zkonfiskován majetek. Během třicetileté války byla tvrz vypálena a pro potřeby správy statku obnovena.
Od roku 1621 Cehnice patřila městu České Budějovice a v krátkém období se vystřídalo několik dalších majitelů: Ferdinand Rudolf Lažanský (1622), Jiří Mitrovský z Nemyšle (1623), hrabě Jakub Kisl z Gotsche (1625). Roku 1637 městečko koupil kníže Jan Antonín z Eggenberku a roku 1647 jej převedl na císaře Ferdinanda II., aby uhradil hrabství Gradiška. Posledním kupcem se o rok později stal Jan Antonín Losy, který Cehnici natrvalo připojil ke Štěkni.

## Stavební podoba
Původní tvrz byla přestavěna v šestnáctém a sedmnáctém století. Přímo ke tvrzi přiléhá dům čp. 111 a k památkově chráněným objektům patří také hospodářská budova v západní části areálu. Vlastní jednopatrová tvrz má obdélníkový půdorys a sedlovou střechu. Ze severní strany vystupuje malý rizalit označovaný Karlem Třískou jako arkýř. Na jižní straně se nachází chodba s půlkruhovými arkádovými okny. Na východním a bočním průčelí se dochovaly vysoké štíty a fragmenty renesanční psaníčkových sgrafit.